# Jack Peddie
Jack Peddie, vero nome John Hope Peddie (Glasgow, 3 marzo 1876 – Detroit, 20 ottobre 1928), è stato un calciatore scozzese, di ruolo attaccante.

## Carriera
Nato a Glasgow, inizia la sua carriera da calciatore con il Benburb, club locale con sede a Govan, prima di trasferirsi al Third Lanark nel giugno 1895. Nel novembre 1897 approda per la prima volta in Inghilterra firmando per il Newcastle Utd. Concluse la sua prima annata con 17 reti aiutando la propria squadra a raggiungere la promozione in massima divisione. Si rende nuovamente protagonista durante la gara di debutto dei Magpies in First Division, una sconfitta 4-2 contro il Wolverhampton in cui mise a segno entrambe le reti della propria squadra. Nel novembre 1898 mette a segno una nuova doppietta, questa volta ai danni del Liverpool. In totale, con indosso la maglia dei Magpies, ha messo a referto 136 presenze e 79 reti, laureandosi capocannoniere del campionato dalla stagione 1897-1898 alla stagione 1900-1901.
Dopo cinque stagioni a Newcastle, nel giugno del 1902 viene acquistato dal Manchester Utd, con cui divenne capocannoniere del club con 11 reti di campionato (15 complessive). Dopo solo una stagione decide di lasciare i Red Devils per accasarsi al Plymouth, con cui mise a segno un totale di 21 reti in 46 presenze. Nell'estate del 1904 fa ritorno al Manchester United, dove gli venne consegnata per la prima volta in carriera la fascia da capitano. Durante la stagione, anche nonostante gli arrivi di nuovi attaccanti, riuscì comunque a mantenere continuità e a segnare con costanza. Nella stagione 1905-1906 fu soggetto di prestazioni al di sopra delle aspettative, che contribuirono alla promozione dei Red Devils in massima divisione. 
Nel gennaio 1907 firma con gli Hearts, facendo così ritorno in Scozia dopo 10 anni. Mette a segno la sua prima rete con gli scozzesi durante il primo turno della Scottish Cup contro l'Airdrieonians. Peddie non poté giocare la semifinale di questa competizione per via di un grave infortunio al ginocchio che l'avrebbe tenuto fuori dai giochi per un cospicuo periodo di tempo. Nel mese di maggio il giocatore ricevette svariate cure, e all'inizio dell'annata 1907-1908 riuscì a rientrare in gruppo. Tuttavia, durante lo svolgimento del campionato, l'infortunio si riacutizzò e Peddie fu costretto a saltare svariate gare. Si ritira ufficialmente dal calcio giocato nell'aprile 1908. Dopo il proprio ritiro, si stabilisce in Canada, e successivamente negli Stati Uniti, dove muore nel 1928 all'età di 52 anni. 